# Centromerus chappuisi
Espèce
Centromerus chappuisi est une espèce d'araignées aranéomorphes de la famille des Linyphiidae.

## Distribution
Cette espèce est endémique de Roumanie. Elle se rencontre dans grottes dans les monts Apuseni.

## Étymologie
Cette espèce est nommée en l'honneur de Pierre-Alfred Chappuis.

## Publication originale
- Fage, 1931 : Araneae, 5e série, précédée d'un essai sur l'évolution souterraine et son déterminisme. Biospeologica, LV. Archives de zoologie expérimentale, vol. 71, p. 91-291.